# Dọc
Dọc (tên khoa học: Garcinia multiflora) là loài thực vật họ Bứa (Clusiaceae).

## Miêu tả
Cây gỗ trung bình, cao 10–15 m. Thân có nhiều u lồi. Cành ngang, có mủ vàng. Lá mọc đối, hình trứng ngược hay hình trái xoan, mép nguyên. Hoa đơn tính, khác gốc, ra hoa vào mùa hè - thu, hoa đực mọc ở ngọn tán-cờ. Quả thịt hình cầu, khi chín màu vàng, 4 hạt dài, vỏ cứng. Cây ưa sáng và ẩm, có khả năng chịu hạn. Trồng bằng hạt hoặc cây con.

## Phân bố
Phân bố ở Lào, Trung Quốc, Việt Nam (chủ yếu ở Bắc Bộ), Đài Loan (chủ yếu ở Nam Bộ).

## Công dụng
Cây dọc được trồng làm cảnh, dùng thắp sáng, chế sơn, làm dược liệu. Quả xanh và lá non dùng làm gia vị nấu canh chua.